# Abelardo Linares
Abelardo Linares (Sevilla, 1952) és un poeta, bibliòfil i editor espanyol, Premi de la Crítica de Poesia en 1991 pel llibre Espejos. Va començar venent llibres al Rastro madrileny. Més tard es va fer llibreter de vell i editor. El 1974 va fundar, al barri de Santa Cruz de Sevilla, la llibreria de llibres vells i antics Renacimiento, especialitzada des d'un principi en literatura espanyola i hispanoamericana i enriquida per la compra d'un milió de llibres de la col·lecció del llibreter Eliseo Torres de Nova York. És responsable de les editorials Espuela de plata, especialitzada en literatura hispanoamericana, i Renacimiento, especialitzada en poesia contemporània, encara que, a partir dels anys noranta, inclou al seu catàleg també obres d'altres gèneres.
Obra poètica: Mitos (1971−1978; Editorial Comares, 1979), Sombras (1979−1985; Editorial Renacimiento, 1986), Espejos (1986−1991; Pre−Textos, 1991), Y ningún otro cielo (1993−2009; Tusquets, 2010).